# کورکات
کورکات (به لاتین: Qurkat) یک منطقهٔ مسکونی در تاجیکستان است که در ولایت سغد واقع شده‌است.